# Eftychia Stavrianopoulou
Eftychia Stavrianopoulou (griechisch Ευτυχία Σταυριανοπούλου; * 14. Dezember 1962 in Athen) ist eine griechische Althistorikerin.
Eftychia Stavrianopoulou studierte 1980 bis 1984 Geschichte, Archäologie und Klassische Philologie an der Universität Athen und schloss das Studium mit dem Diplom ab. Seit 1984 setzte sie ihr Studium in den Fächern Alte Geschichte, Klassische Archäologie und Ur- und Frühgeschichte an der Ruprecht-Karls-Universität Heidelberg fort, wo sie 1987 bei Fritz Gschnitzer mit der Dissertation Untersuchungen zur Struktur des Reiches von Pylos. Die Stellung der Ortschaften im Lichte der Linear B-Texte promoviert wurde. Von 1988 bis 1993 war Stavrianopoulou Postdoktorandenstipendiatin der Deutschen Forschungsgemeinschaft. 1992 wurde sie Lehrbeauftragte im Fach Alte Geschichte in Heidelberg, 1994 Wissenschaftliche Mitarbeiterin und 1999 Hochschulassistentin am Lehrstuhl von Fritz Gschnitzer. 2001/2002 wurde Stavrianopoulou mit einem Wiedereinstiegsstipendium im Rahmen des Hochschul- und Wissenschaftsprogramms zur Förderung von Frauen in der Wissenschaft unterstützt. 2003 erfolgte die Habilitation mit der Arbeit Gruppenbild mit Dame. Untersuchungen zur rechtlichen und sozialen Stellung der Frau auf den Kykladen im Hellenismus und in der römischen Kaiserzeit und die Erteilung der Lehrberechtigung für Alte Geschichte an der Philosophischen Fakultät der Universität Heidelberg. Von 2003 bis 2009 war Stavrianopoulou Wissenschaftliche Angestellte im Teilprojekt Ritual und Kommunikation in den städtischen Gemeinden Griechenlands des Sonderforschungsbereiches 619, Ritualdynamik. Soziokulturelle Prozesse in historischer und kulturvergleichender Perspektive der Universität Heidelberg. Im März 2007 erhielt sie den Titel „außerplanmäßige Professorin“ verliehen. Im Wintersemester 2007/2008 vertrat Stavrianopoulou eine Professur an der Ruhr-Universität Bochum.
Forschungsschwerpunkte Stavrianopoulous sind die frühgriechischen Schriftquellen (Linearschrift B), die Sozialgeschichte des hellenistischen Griechenland, die Geschichte der Frau im antiken Griechenland, die Geschichte der Kykladen und der Dodekanes, die griechische Epigraphik sowie die griechische Religions- und Rechtsgeschichte. Seit 2011 ist sie assistant editor beim Supplementum Epigraphicum Graecum.

## Schriften
- Untersuchungen zur Struktur des Reiches von Pylos. Die Stellung der Ortschaften im Lichte der Linear B-Texte (= Studies in Mediterranean archaeology and literature. Pocket-Book 77). Aström, Partille 1989, ISBN 91-86098-92-6.
- „Gruppenbild mit Dame“. Untersuchungen zur rechtlichen und sozialen Stellung der Frau auf den Kykladen im Hellenismus und in der römischen Kaiserzeit (= Heidelberger Althistorische Beiträge und Epigraphische Studien. Band 42). Franz Steiner, Stuttgart 2006, ISBN 3-515-08404-5.
- Herausgeberin: Transformations in sacrificial practices. From antiquity to modern times. Proceedings of an international colloquium, Heidelberg, 12–14 July 2006 (= Performances. Band 15). Lit, Berlin-Münster 2008, ISBN 978-3-8258-1095-5